# Coleccionismo de minerales
El coleccionismo de minerales consiste en la recogida, clasificación  identificación y conservación, de forma sistemática de ejemplares de minerales. Puede realizarse de forma pública, en museos, o de forma privada, en colecciones particulares. tanto las colecciones públicas como las privadas pueden ser de carácter generalista o estar especializadas en los minerales de un cierto tipo o de una determinada procedencia geográfica.

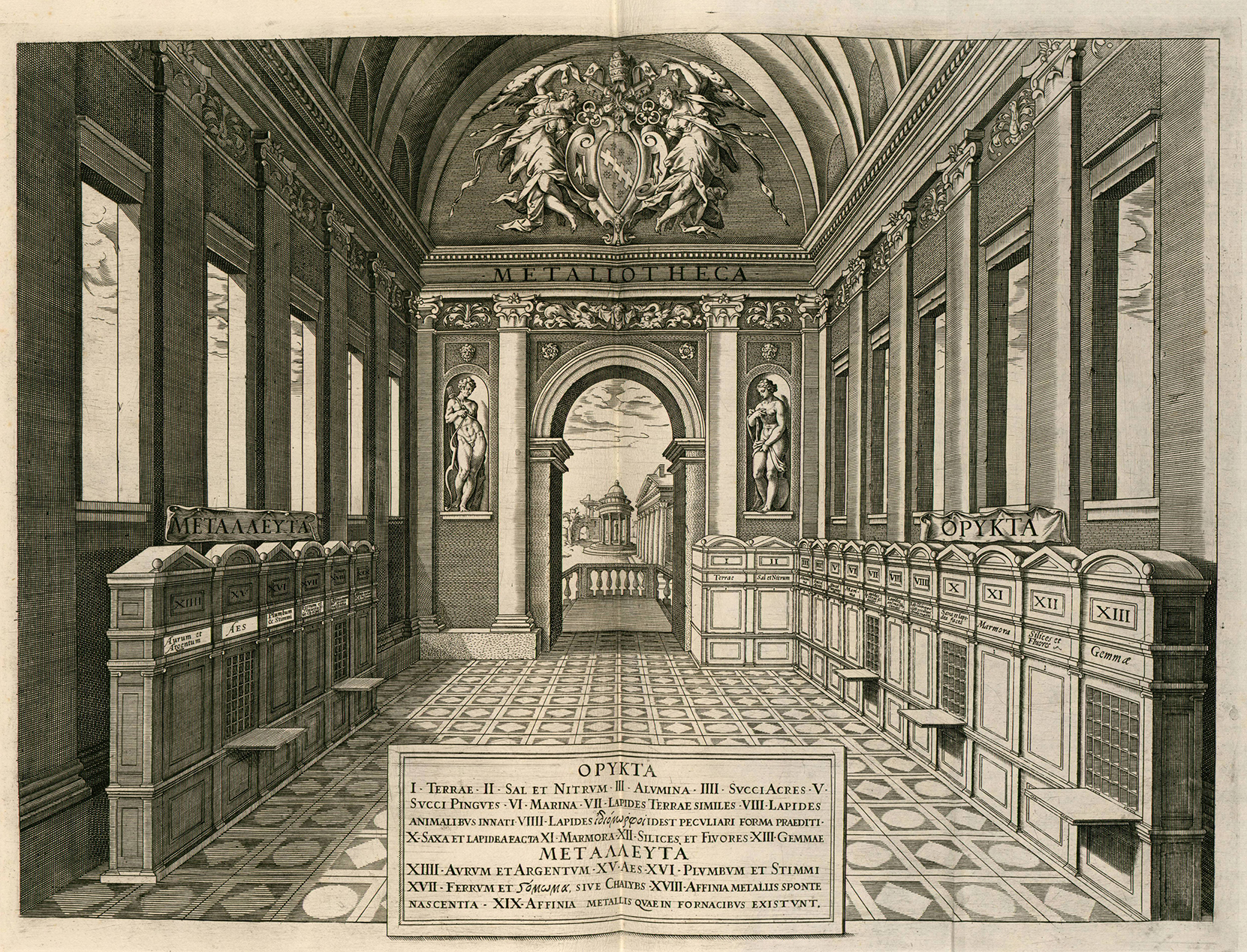
Grabado de Antonio Eisenhot en el que aparece la colección de minerales del Vaticano, tal como lo organizó Michele Mercati en la década de 1570.

La reunión de ejemplares de minerales sin más interés que su observación, ya se ha documentado incluso en algunos yacimientos arqueológicos, pero el auténtico coleccionismo aparece con el desarrollo de las ciencias, en el siglo XVI. Un coleccionista importante y reconocido de esa época fue Georgius Agricola, autor del libro de minería De Re Metallica y del libro de mineralogía De Natura Fossilium. Otro coleccionista y científico importante de la época fue Anselmus Boëtius de Boodt , también autor de otro libro de mineralogía,  Gemmarum et lapidum historia. Muchos reyes fueron también coleccionistas, considerando los minerales, además de por su interés científico, por su utilidad como gemas o como medicamentos.     

## Historia del coleccionismo de minerales

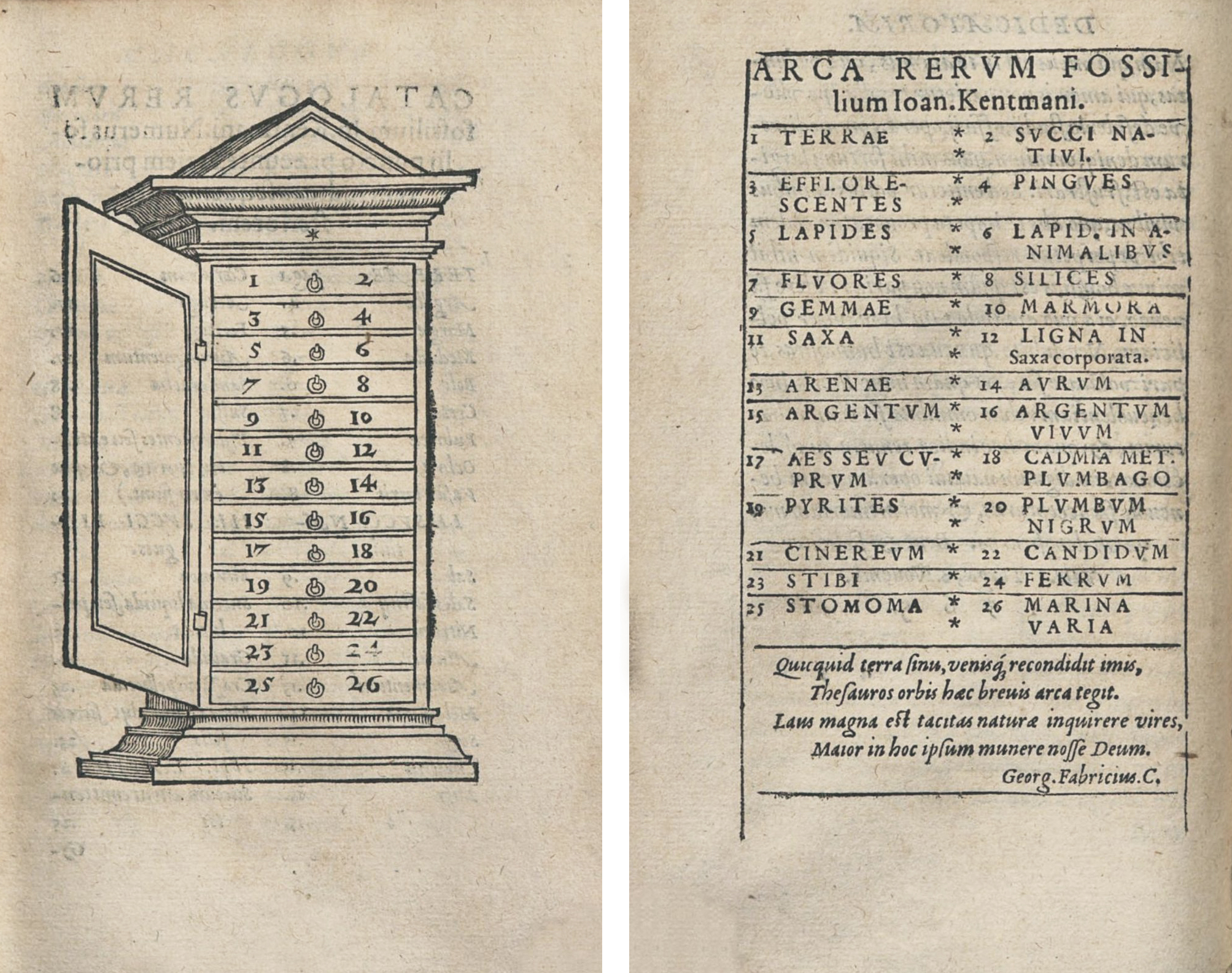
Colección de minerales de Joannes Ketmann.

El coleccionismo de minerales de forma sistemática y como una disciplina científica, asimilable a la forma actual,  se establece en el siglo XVI, en muchos casos asociado al coleccionismo de otros materiales naturales (conchas, huesos, dientes, ejemplares botánicos, y, por supuesto, fósiles) fundamentalmente como actividad de particulares ilustrados y con medios económicos importantes. Lo que se sabe actualmente de estas colecciones, que no se han conservado, es lo que aparece en los libros que se publicaron describiéndolas. Los más importantes son los de Conrad Gessner, Johannes Kentmann, Francesco Calzolari, Ulisse Aldrovandi, Jean Bauhin,  Ferrante Imperato y el más notable, el libro que describe la colección preparada en el Vaticano por Michele Mercati. El censo de coleccionistas de minerales entre 1530 y 1799 asciende a unas 1.200, teniendo en cuenta que este número incluye solamente las grandes colecciones, aquellas que se conservan al menos parcialmente o que dejaron como prueba de su existencia catálogos realizados en vida del coleccionista o posteriormente a su muerte, para dispersarla en ventas y subastas. Estos catálogos fueron preparados en bastantes ocasiones por mineralogistas de prestigio, que además de poder estudiar en detalle las colecciones recibían una compensación económica. Jean-Baptiste Romé de l'Isle fue unos de los que más catálogos de este tipo prepararon.

## Tipo de colecciones de minerales
El tipo habitual de una colección de minerales consiste en la reunión ordenada de ejemplares de buena calidad (con morfología, color y otras propiedades bien representadas y visibles sin necesidad de manipular en ejemplar) y tamaño relativamente semejante, que incluyan el mayor número de especies posible. Sin embargo, existen otros tipos de colección más especializada.
- Colecciones sistemáticas. En este caso se intenta obtener el máximo número de especies minerales de entre las existentes, aunque su tamaño o calidad sea muy desigual. Algunas especies, especialmente las más comunes, pueden estar representadas por ejemplares de buena calidad y tamaño, mientras que otras lo serán por ejemplares con los cristales visibles solamente con lupa binocular, por masas informes o incluso por granos diminutos guardados en cápsulas especiales. En este caso hay que tener en cuenta que el rápido crecimiento del número de especies y el tamaño cada vez menor con el que generalmente aparecen hace difícil ampliarla a partir de un cierto límite.[2] Además, la fragmentación excesiva con fines comerciales de minerales raros, hasta hacerlos prácticamente invisibles perjudica a la ciencia de la mineralogía, ya que ya no resultan útiles para futuros estudios.[3]
- Colecciones de un solo mineral o grupo. Son usuales las colecciones de minerales comunes, que aparecen con distintas morfologías y colores, como fluorita o calcita. Algunos coleccionistas de nivel económico muy alto han reunido colecciones significativas de minerales de metales preciosos, especialmente oro, o de minerales gema. Es frecuente también que un coleccionista combine una colección general con la de un mineral particular, al que se dedica especial interés.
- Colecciones geográficas. Pueden abarcar desde un solo yacimiento (en algunos se han encontrado más de un centenar de especies distintas) a una región geológica o área política, provincia o estado. Este tipo de colecciones es particularmente significativo desde el punto de vista científico, y puede ser la base de publicaciones de mineralogía topográfica en forma de artículos o de libros.[2]
- Colecciones históricas. Pueden ser colecciones de minerales históricos por sí mismos, procedentes de antiguas colecciones, o de minerales procedentes de localidades históricas. En Estados Unidos son frecuentes los coleccionistas de minerales procedentes de las localidades recogidas en las primeras ediciones de la Mineralogía de James Dwight Dana (localidades de Dana).

## Tamaño de los ejemplares
En colecciones y museos pueden encontrarse ejemplares desde tamaños enormes, con cristales de hasta dos metros de altura, como en la exposición de Cristales gigantes del Museo Nacional de Historia Natural de París hasta los ejemplares conocidos como micromounts o micromontajes, pequeñas piezas para su observación con lupa binocular. Las exposiciones competitivas que se llevan a cabo entre coleccionistas en algunos países, y que son muy frecuentes en Estados Unidos, reglamentan el tamaño de los ejemplares que pueden exponerse para asegurar una cierta uniformidad. Además de los micromontajes, en orden creciente están el tamaño thumbnail (generalmente, hasta una pulgada) miniatura (dos) y vitrina (hasta cinco). Los ejemplares de gran tamaño requieren obviamente mucho espacio, lo que está al alcance de pocos museos. Una colección amplia de ejemplares de este tipo solamente puede verse en el Museo Nacional de Historia Natural de París. Los ejemplares fueron adquiridos conjuntamente a principios de la década de 1980 por compra a su anterior poseedor, el coleccionista y comerciante de minerales brasileño Ilia Deleff.
En general, los museos y especialmente los coleccionistas particulares, suelen optar por tamaños más reducidos. En la revisión de ejemplares especialmente notables en manos privadas realizada por W.A. Thomson en 2007, prácticamente todos los incluidos tenían un tamaño entre 10 y 20 cm, con pocos sobrepasando los 15 cm.

### Micromontajes

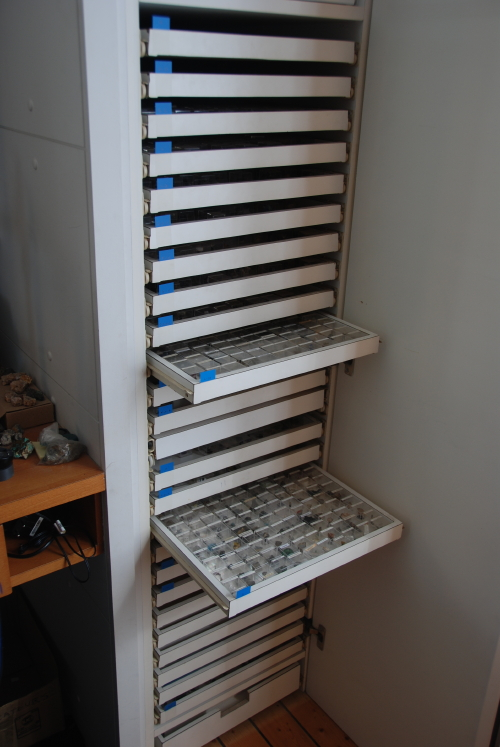
Mueble para conservar micromontajes de minerales

El coleccionismo de micromontajes o micromounts, término anglosajón de uso prácticamente universal, es una especialidad propia. Consiste en el montaje de forma permanente, en pequeñas cajas de cartón o plástico,  de pequeñas piezas de mineral, colocadas de manera que puedan observarse fácilmente con una lupa binocular, entre 10 y 40 aumentos. Este tipo de coleccionismo existe desde hace dos siglos, y se conservan algunos montajes de esas fechas. Actualmente, este tipo de coleccionismo es muy popular, dado que permite conservar miles de ejemplares en poco espacio, el coste suele ser, en general, menor que el de los ejemplares grandes, y los microcristales suelen tener una calidad mucho mayor (transparencia,, brillo y  perfección morfológica) que los grandes. Además, muchas especies minerales solamente aparecen como cristales diminutos. Los contenedores estándar para los micromontajes son cajas de plástico con una pieza de fondo de poca altura, al que se pega el ejemplar, y con una cubierta transparente, de forma cúbica y de una pulgada de arista. La multiplicidad de actividades implicadas en el coleccionismo de micromontajes, desde la recolección del muestras al intercambio, ha hecho que se utilizara incluso como actividad terapéutica para enfermedades mentales.

## Comercio de minerales
Al igual que en otros tipos de coleccionismo, existen establecimientos especializados en la venta de minerales, frecuentemente junto con fósiles y meteoritos, y a veces también con bisutería y objetos de decoración elaborados con ellos, en las principales ciudades del mundo. También se venden a través de Internet, y ocasionalmente se efectúan subastas de algunas de las grandes casas dedicadas al coleccionismo, como Sotehby's o Heritage. Sin embargo, la principal fuente de comercialización de los minerales son las ferias que se llevan a cabo periódicamente.
La más importante a escala mundial es The Tucson Show,  en Tucson (Arizona) USA, en la primera quincena de febrero. No es propiamente una feria, sino la reunión de un conjunto de ferias especializadas, que incluyen desde la alta colección, con ejemplares de decenas de miles de euros, a la venta al peso al por mayor, junto con exposiciones competitivas. En 2019 tuvieron lugar 45 de ellas, simultáneamente, en hoteles, salones e incluso en tiendas de campaña montadas en aparcamientos. En Europa, la más importante, Mineralientage München, que es la segunda más importante del mundo, se celebra de jueves a domingo una semana de octubre o noviembre, distribuida a lo largo ede varios edificios de la Ferie de Muestras de Múnich (Alemania). La segunda más importante de Europa es la de Sainte Marie aux Mines, una localidad de Alsacia (Francia) de tamaño relativamente pequeño y de tradición minera. Se celebra  de jueves a domingo una de las últimas semanas de junio. Lamayor parte de los comerciantes se distribuyen a lo largo del parque, aunque también se utilizan locales cerrados. En estas ferias se instalan comerciantes de todo el mundo, y también son visitadas por coleccionistas de muchos países. A escala local, todas las grandes  localidades europeas cuentan con una o varias ferias anuales. En España, la más importante es la llamada Expominer, que se lleva a cabo en noviembre en la Feria de Barcelona. La segunda en importancia es Expominerales, que se desarrolla en el edificio de la Escuela Técnica Superior de Ingenieros de Minas de Madrid el segundo fin de semana de abril.  

## Valoración actual de los minerales de colección
El valor de los ejemplares de colección depende, como en las otras colecciones, de su deseabilidad. Esta viene determinada  fundamentalmente por la calidad del ejemplar (tamaño, brillo, que no tenga daños que lo afeen) por su rareza (tanto por la especie) y en el caso de las gemas y los metales preciosos también por su valor intrínseco, aunque muy condicionado por los factores anteriores. Por ejemplo, las pepitas de oro de tamaño pequeño se cotizan por un poco más que su valor como metal, mientras que uno de los ejemplares de oro más notables, un cristal esquelético de 217,8 gramos de peso procedente de Roraima (Brasil) fue tasado en una subasta en 2007 por un valor entre 500.000$ y 750.000 $, vendiéndose finalmente en 550.000 $. Su valor como metal en aquel momento hubiera sido de 4.670$

## Coleccionistas notables modernos
Entre las decenas de miles de coleccionistas activos en el siglo XX pueden destacarse algunos con colecciones especialmente importantes o conocidos también por sus aportaciones en campos distintos a la mineralogía.
- Dmitri Mendeléyev, (1834-1907) químico ruso, creador de la Tabla Periódica de los Elementos químicos. Su colección de minerales (250 ejemplares) pasó en 1909 al Museo de la Universidad de San Petersburgo, donde se encuentra expuesta en parte.[11]
- Carl Bosch, (1874-1940) químico alemán, premio Nobel por sus trabajos sobre la síntesis del amoniaco. So colección de minerales, más de 20.000 ejemplares, incluyendo 500 meteoritos, se consideró la mejor colección privada de Alemania en su época, especialmente por su riqueza en minerales raros de yacimientos europeos. Su hijo la vendió al Instituto Smithsoniano.[12]
- Helmut Kohl (1930-2017). Político, desempeñó el cargo de Canciller de Alemania.[13]
- Stephen Smale (1930-). Matemático estadounidense, premiado con la Medalla Fields, Profesor en la Universidad de Berkeley y en la de Hong Kong.  Colecciona minerales desde 1968.[14] Su colección, de más de 1.000 ejemplares se considera entre las más importantes del mundo en manos privadas. Un centenar de ejemplares de su colección aparecen fotografiados en el libro The Smale Collection: Beauty in Natural Crystals.[15]
- Miguel Romero Sánchez (1925-1997). Químico e industrial mexicano, dedicado a la industria aviar. Reunió la colección de minerales de México más importante que haya existido nunca, formada por 6.500 ejemplares, además de 1.500 de otros lugares del mundo. Los 300 mejores estuvieron expuestos algunos años en la Universidad de Arizona, pero tras su muerte, la familia los recuperó y  en 2008 puso a la venta los más valiosos, que se han dispersado por diversos museos y colecciones del mundo. El más conocido de la colección, un ejemplar de legrandita conocido como sol azteca, se encuentra en el Museo MIM de Beirut. En el museo de Tehuacán quedan unos 1.200 ejemplares. La colección de investigación, unos 5.500 ejemplares, fue donada a la Universidad Autónoma de México.[16]
- Joaquín Folch Girona (1892-1984). Químico e industrial español, reunió la que hasta su muerte se consideró la mejor colección privada de minerales en Europa.[17] Actualmente (2022) la parte principal de la Colección Folch se conserva en manos de la familia, aunque se han vendido los ejemplares de segunda fila, duplicados y de pequeño tamaño.
- Joan Massague (1953-). Bioquímico especialista en cáncer, director del Instituto Sloan-Kettering en Nueva York (USA).[18]

## Colecciones públicas de minerales
En el mundo existen varios centenares de museos con colecciones significativas de minerales. Los más antiguos, de la segunda mitad del siglo XVIII y primeras décadas del siglo XIX,, tienen como origen o bien la adquisición por los estados de grandes colecciones particulares (como el Museo de Historia Natural de Londres, fundado en la década de 1750 a partir de la colección de sir Hans Sloane, o el Museo de Ciencias Naturales de Madrid, creado a partir de las colecciones de Pedro Franco Dávila ) o bien las colecciones destinadas a la enseñanza en las Escuelas de Ingenieros de Minas, entre ellas las de Freiberg, París, Madrid o San Petersburgo. También se conservan algunas colecciones particulares de esa época, expuestas actualmente en los palacios de las familias, convertidos en museos. 

### Grandes museos clásicos
Los museos más importantes del mundo combinan la  exposición pública de ejemplares de alta calidad con el mantenimiento de fondos que en ocasiones alcanzan cifras de cientos de miles de ejemplares, y también con la investigación científica. Los que se consideran los diez más importantes del mundo son:
- Museo Americano de Historia Natural.
- Instituto Smithsoniano.
- Museo de la Universidad de Harvard.

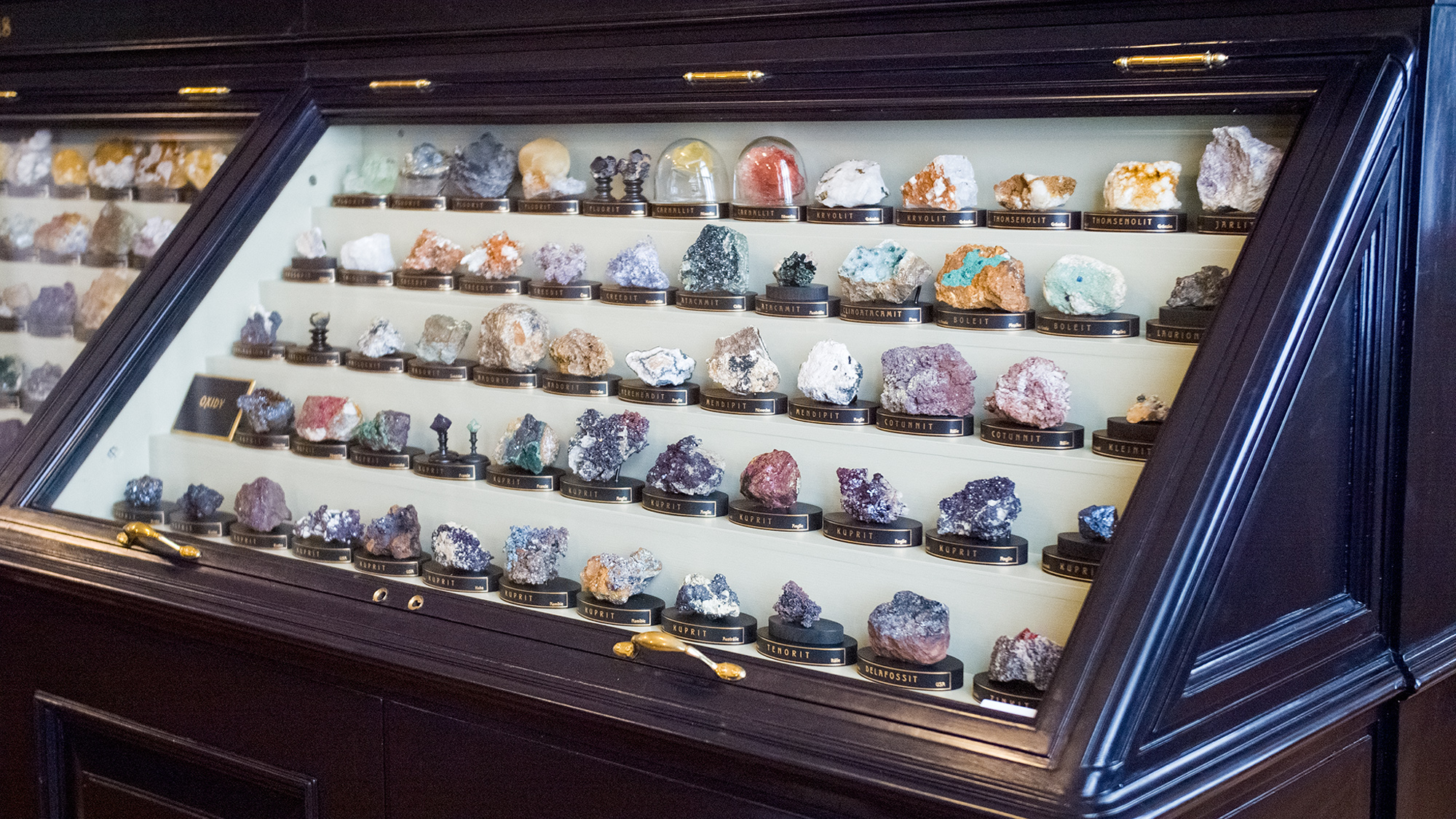
Vitrina con minerales montados al estilo antiguo en la colección del Museo Nacional de Praga

- Museo de Historia Natural. Londres.

- Museo de la Escuela Nacional Superior de Minas de París.
- Museo Nacional de Historia Natural de Francia. París. Su origen está en los minerales para uso farmacéutico de Luis XIII. Reorganizado en 1722, fue abierto al público en 1745. Tras la Revolución Francesa se convirtió en Museo nacional y recibió parte de las gemas de Luis XIV. Actualmente posee más de 200.000 ejemplares, incluyendo los de muchas colecciones históricas, como las de Haüy, Berzelius, Bournon, Vauquelin y Wollaston.[20] En la década de 1980 adquirió la colección de minerales gigantes de  Ilia Deleff.[4]
- Museo Fersman de la Academia de Ciencias de Moscú. El origen de esta colección es la adquisición de ejemplares realizada por el zar Pedro el Grande en 1716, para un museo situado en san Petersburgo. Fue abierto al público en 1780, y en 1836 contaba ya con unos 20.000 ejemplares. A partir de 1919, su nuevo director, Alexander Fersman, adquirió muchas colecciones privadas, organizando además expediciones de investigación a lo largo del país. En 1934 fue transferido a Moscú, y en 1956 recibió el nombre de Fersman. Actualmente cuenta con más de 120.000 ejemplares.[21]
- Instituto de Mineralogía de la Escuela de Minas de Freiberg.
- Colección de mineralogía del Museo Nacional de Praga.[22] La colección de mineralogía tiene como origen la del Museum naturae Pragense, fundado en 1786. La localización actual se estableció en 1892. La colección de minerales supera los 120.000 ejemplares, contando además con más de 20.000 piedras preciosas, meteoritos y tectitas.[23]
- Museo de Historia Natural de Viena

### Principales museos en España
- Museo Histórico-Minero Don Felipe de Borbón y Grecia, situado en la Escuela Técnica Superior de Ingenieros de Minas y Energía de Madrid, fundado en la década de 1830.

- Museo Nacional de Ciencias Naturales, fundado en 1771 por Carlos III, a partir de la compra de la colección de Pedro Franco Dávila.
- Museo Geominero, en Madrid, con una colección sistemática general y otra específica de minerales españoles ordenados por comunidades autónomas.
- Museo de Historia Natural de la Universidad de Santiago de Compostela. Además de la colección de minerales, cuenta con una colección de modelos cristalográficos en madera, realizada bajo la dirección de Haüy, regalada por éste en 1819 a José Rodríguez, catedrático de la Universidad[24]

## Revistas para coleccionistas
Existen una serie de revistas en la interfase entre la mineralogía científica y el coleccionismo, publicadas en distintos países e idiomas. Si contenido, característico, es conceptualmente semejante en todos los casos, y en su mayor parte consiste en dos bloques: los artículos dedicados a la mineralogía topográfica, de nivel muchas veces comparable a los de las revistas científicas habituales, pero con muchas más ilustraciones fotográficas en color, y los destinados a describir las novedades en las ferias de minerales que tienen lugar en todo el mundo. La fotografía de los ejemplares y de las localidades está en todas ellas especialmente cuidada. Las más importantes son:
The Mineralogical Record, revista estadounidense, publicada en inglés, que comenzó a  editarse en 1970. Actualmente publica seis números por año.
Rocks and Minerals, estadounidense, publicada en inglés, 
Revista de Minerales, publicada en España desde 1995, dos veces al año. Simultáneamente con la edición en español se publica desde 2006 otra edición con el mismo contenido, en inglés, con el título de Mineral Up.
Lapis, editada en Alemania desde 1975, en idioma alemán, se publican once números por año. 
Le Regne Mineral, publicada bimestralmente en Francia desde febrero de 1995.  
Rivista Mineralogica Italiana, publicada desde 1967